# Зажече (Цешинський повіт)
Зажече (пол. Zarzecze) — село в Польщі, у гміні Хибе Цешинського повіту Сілезького воєводства.
Населення — 313 осіб (2011).
У 1975-1998 роках село належало до Бельського воєводства.

## Демографія
Демографічна структура станом на 31 березня 2011 року:
|          | Загалом | Допрацездатний вік | Працездатний вік | Постпрацездатний вік |
| -------- | ------- | ------------------ | ---------------- | -------------------- |
| Чоловіки | 155     | 35                 | 109              | 11                   |
| Жінки    | 158     | 35                 | 95               | 28                   |
| Разом    | 313     | 70                 | 204              | 39                   |